# Huilaea occidentalis
Espèce
Statut de conservation UICN

 VU B1+2c : Vulnérable
Huilaea occidentalis est une espèce de plantes à fleurs de la famille des Melastomataceae.
Selon Plants of the World Online, c'est un synonyme de Chalybea occidentalis. Selon ce site, la plante est originaire de Colombie (Cauca, Risaralda).

## Publication originale
- Revista de la Academia Colombiana de Ciencias Exactas, Físicas y Naturales 20(77): 238–239, f. 1. 1996.